# Rheinberg
Rheinberg (en español: Rhinberg; en neerlandés: Rijnberk)  es un municipio situado en el distrito de Wesel, en el estado federado de Renania del Norte-Westfalia (Alemania), con una población a finales de 2016 de unos 31 356 habitantes.
Se encuentra ubicado al noroeste del estado, en la región de Düsseldorf, cerca de la orilla del río Rin, de la ciudad de Duisburgo y de la frontera con Países Bajos.
Es el lugar de nacimiento de la modelo Claudia Schiffer (n. 1970).

## Galerìa

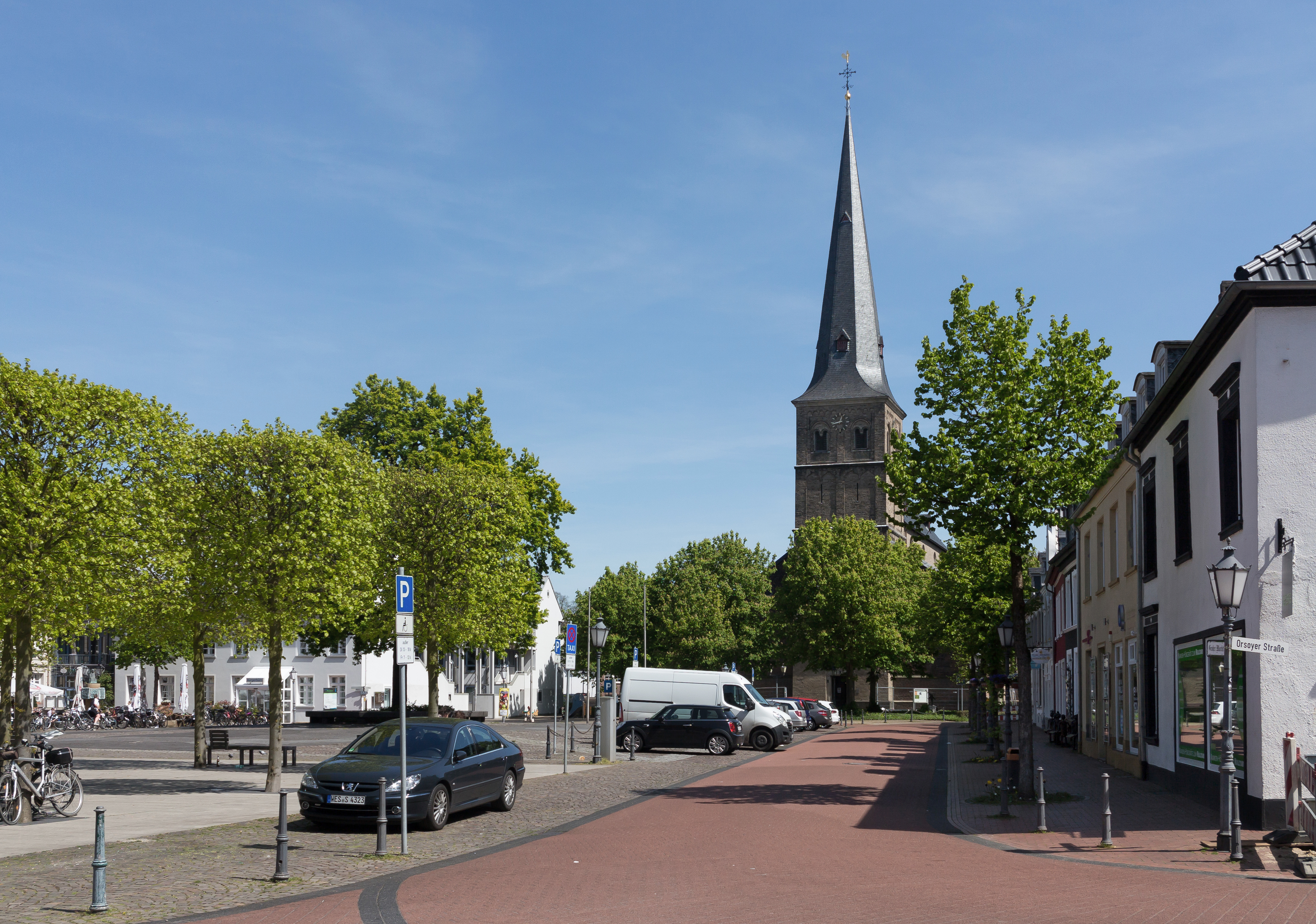
Rheinberg, la iglesia catolica: Pfarrkirche Sankt Peter
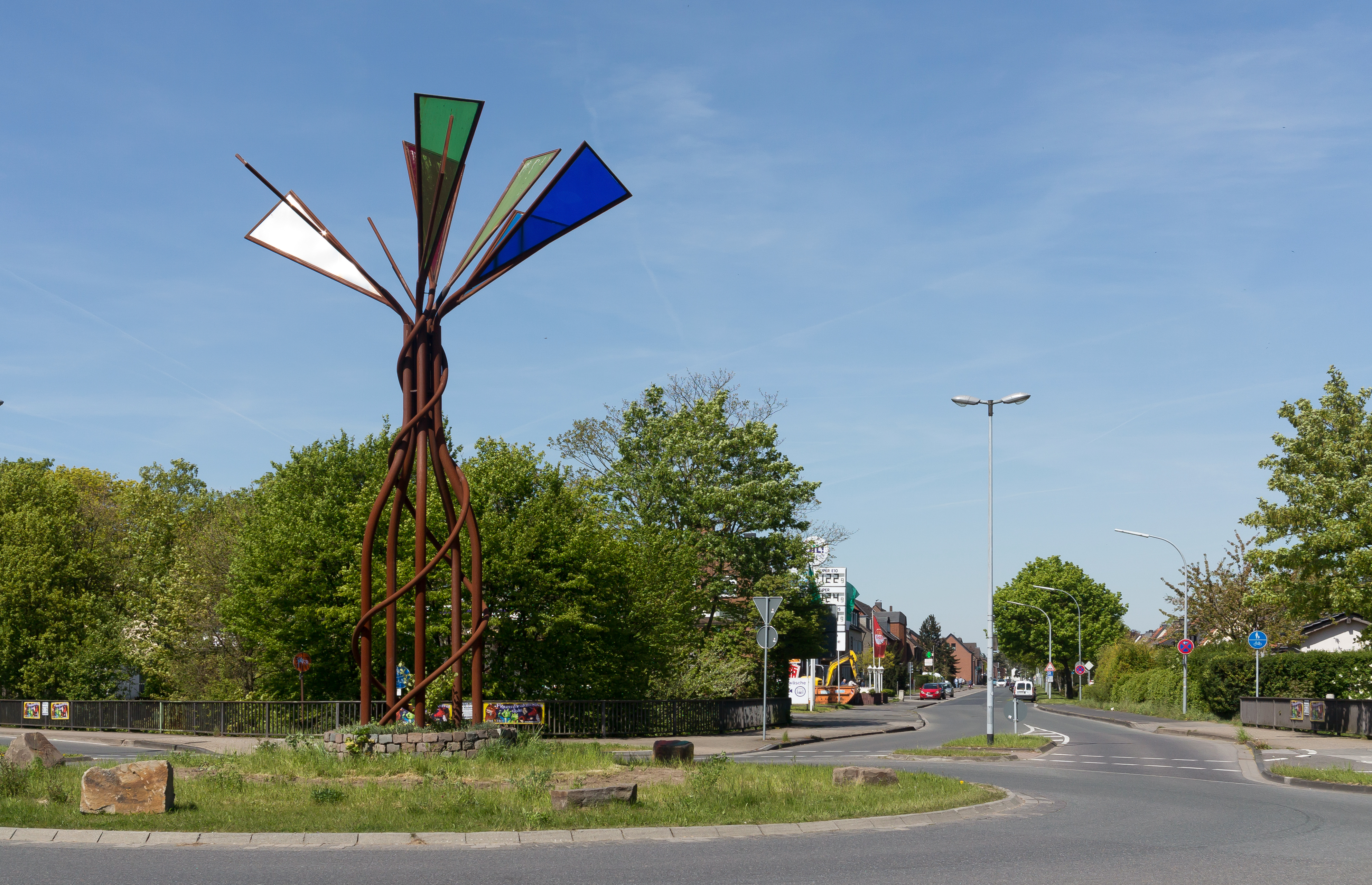
Rheinberg, la escultura en la rotonda
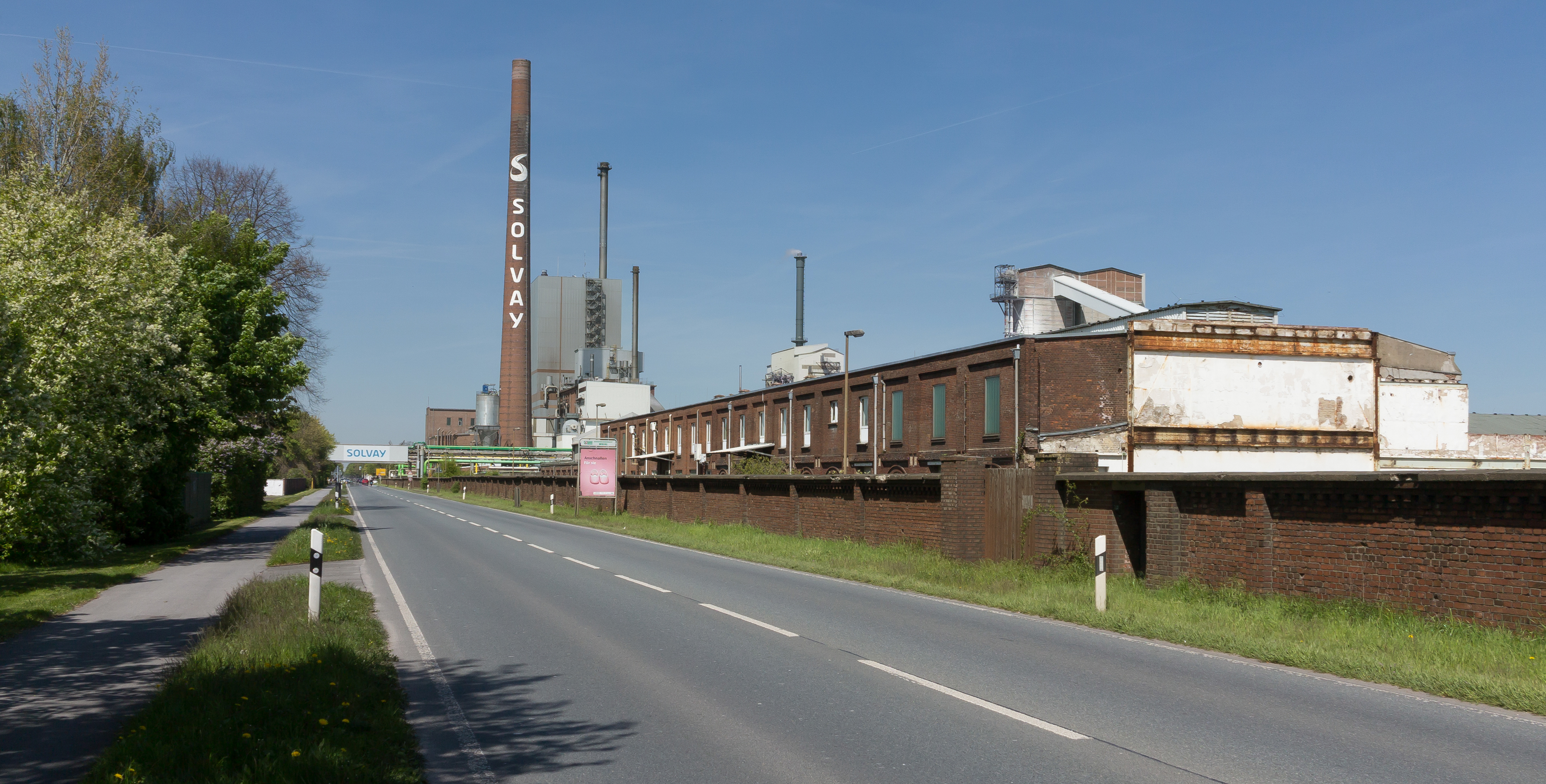
Rheinberg, la fabrica Solvaywerk
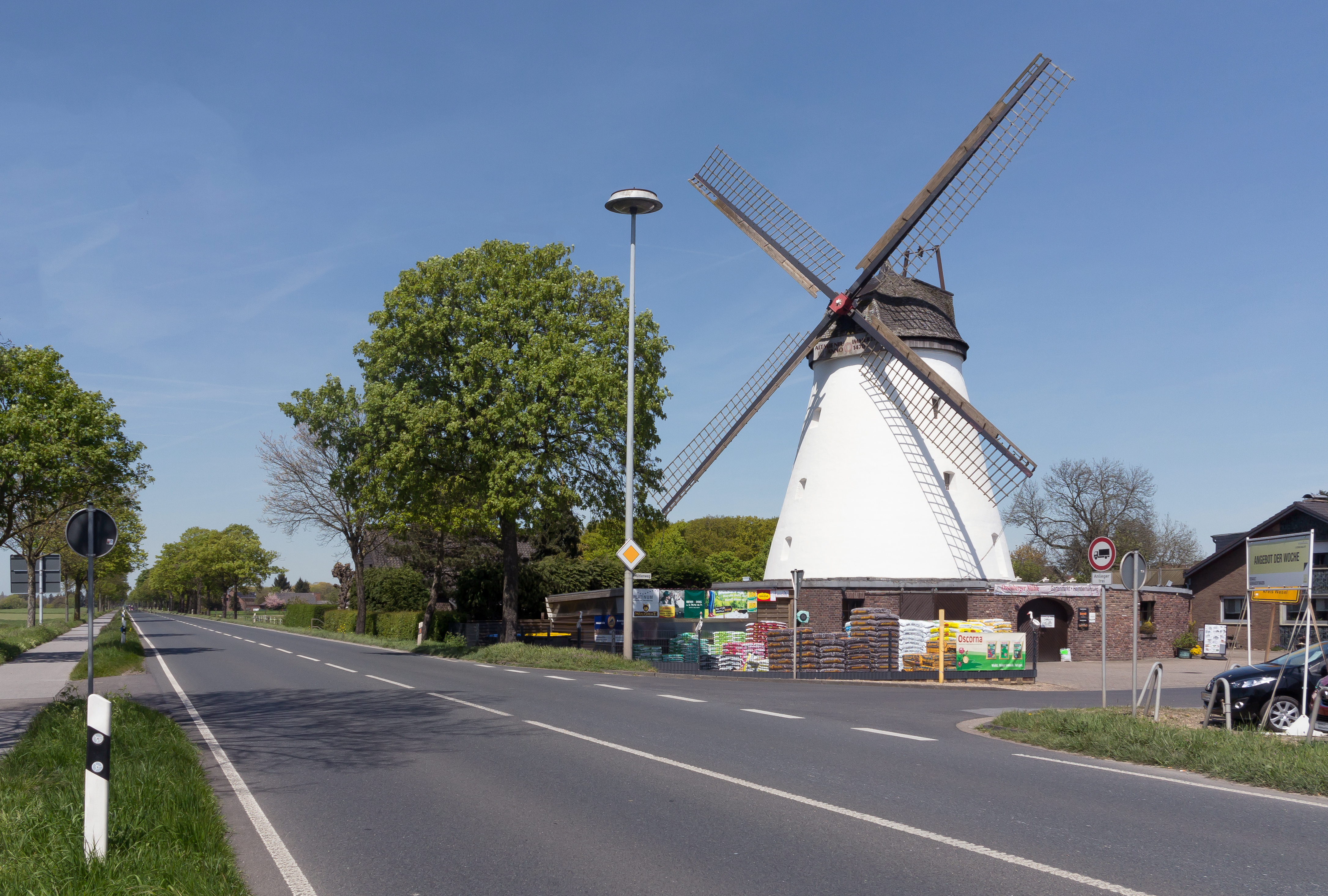
Ossenberg, el molino

## Historia
La ciudad perteneció al Arzobispado Electoral de Colonia, pero debido a su posición estratégica, fue ocupada por los españoles tras un largo asedio de casi cuatro años el 3 de febrero de 1590. Tras cambiar de manos varias veces. El 1 de octubre de 1606 es tomada por las tropas españolas que la mantienen hasta el 2 de julio de 1633, cuando pasó a las Provincias Unidas de los Países Bajos, que ya la habían ocupado en 1597 y entre 1601-1605. El 27 de noviembre de 1701 las tropas borbónicas ocupan la fortaleza, tomada por los prusianos el 10 de febrero de 1703. Devuelta al Electorado de Colonia en 1715. Ocupada por los franceses desde 1794 a 1814, en 1815 pasaría al Reino de Prusia.